# Lotto (metropolitana di Milano)
Lotto è una stazione delle linee M1 ed M5 della metropolitana di Milano.

## Storia
La stazione della linea M1, la cui costruzione iniziò nel maggio 1957 come parte della prima tratta della metropolitana di Milano, venne attivata come capolinea occidentale il 1º novembre 1964. L'8 novembre 1975, con l'apertura del prolungamento fino a QT8, divenne stazione di transito.
Nel 1997, con l'apertura dei padiglioni della Fiera di Milano nel quartiere Portello, la stazione ricevette la denominazione Lotto Fiera 2. Con la demolizione del quartiere storico della Fiera Campionaria nell'ambito del progetto di riqualificazione CityLife, alla stazione è stato aggiunta l'indicazione sussidiaria Fieramilanocity, denominazione del polo urbano della Fiera di Milano, per marcare la differenza con il polo fieristico extraurbano della Fiera situato tra i comuni di Rho e Pero e denominato Fieramilano, il cui nome è invece inserito nella denominazione della stazione Rho Fieramilano.
La stazione della linea M5, la cui costruzione iniziò nel novembre 2010 come parte della tratta da Garibaldi FS a San Siro Stadio, è stata inaugurata il 29 aprile 2015 e funge da utile interscambio per raggiungere lo stadio, riducendo i tempi ed evitando il sovraffollamento elevato dopo le manifestazioni sportive e musicali. L'inaugurazione della fermata sulla M5 ha reso Lotto la prima, e finora unica, stazione della metropolitana milanese servita da due linee a trovarsi su una diramazione (si trova infatti sul ramo da e per Rho Fieramilano della linea M1, che possiede anche il ramo da e per Bisceglie).

## Struttura e impianti
La stazione della linea M1 possiede una struttura comune a quasi tutte le altre stazioni della sua linea: si tratta di una stazione sotterranea, passante, a due binari, uno per ogni senso di marcia, serviti da due banchine laterali; superiormente si trova un mezzanino, contenente i tornelli d'accesso e il gabbiotto dell'agente di stazione.
La stazione della linea M5 invece è una stazione sotterranea, passante, con due binari ed una banchina ad isola che, come in tutte le altre stazioni della linea, è dotata di porte di banchina. È collegata alla stazione M1 sia a livello della banchina sia a livello del mezzanino e si trova tra gli 8 e 10 metri al di sotto di essa, ad una profondità di circa 28 metri, caratteristica che l'ha resa, al momento della sua inaugurazione, la stazione più profonda dell'intera rete metropolitana di Milano, primato che ha strappato alla stazione Duomo della linea M3, che lo deteneva dal 1990, e che ha poi perso in favore della stazione Dateo della linea M4, inaugurata il 26 novembre 2022 e situata a 32 metri di profondità. 
Complessivamente, la stazione dispone di uscite in piazzale Lotto, in via Monte Rosa, in via Monte Bianco e in viale Paolo Onorato Vigliani.

## Servizi
Entrambe le stazioni sono accessibili ai portatori di handicap grazie alla presenza di vari ascensori, sia a livello stradale che all'interno della stazione stessa. In entrambe sono presenti indicatori per i tempi d'attesa nelle banchine e l'intero complesso è sotto video sorveglianza.
La stazione dispone di:
- Accessibilità per portatori di handicap
- Ascensori
- Scale mobili
- Emettitrice automatica biglietti
- Stazione videosorvegliata
- Servizi igienici
- Bar

## Interscambi
La stazione è servita da diverse linee urbane filoviarie ed automobilistiche gestite da ATM.
Il capolinea tranviario di piazzale Lotto rimase in funzione anche durante la costruzione della metropolitana, ma la presenza dei cantieri causò lo spostamento dei binari tranviari da via Monte Rosa alla parallela via Monte Bianco: questo consentì di mantenere per 6 anni un interscambio fra i tram urbani e la metropolitana. Il 9 marzo 1970, a causa di una generale contrazione della rete tranviaria, tale interscambio fu dismesso.
- Fermata filobus (Lotto Fieramilanocity M1 M5, linee 90 e 91)
- Fermata autobus

## Galleria d'immagini

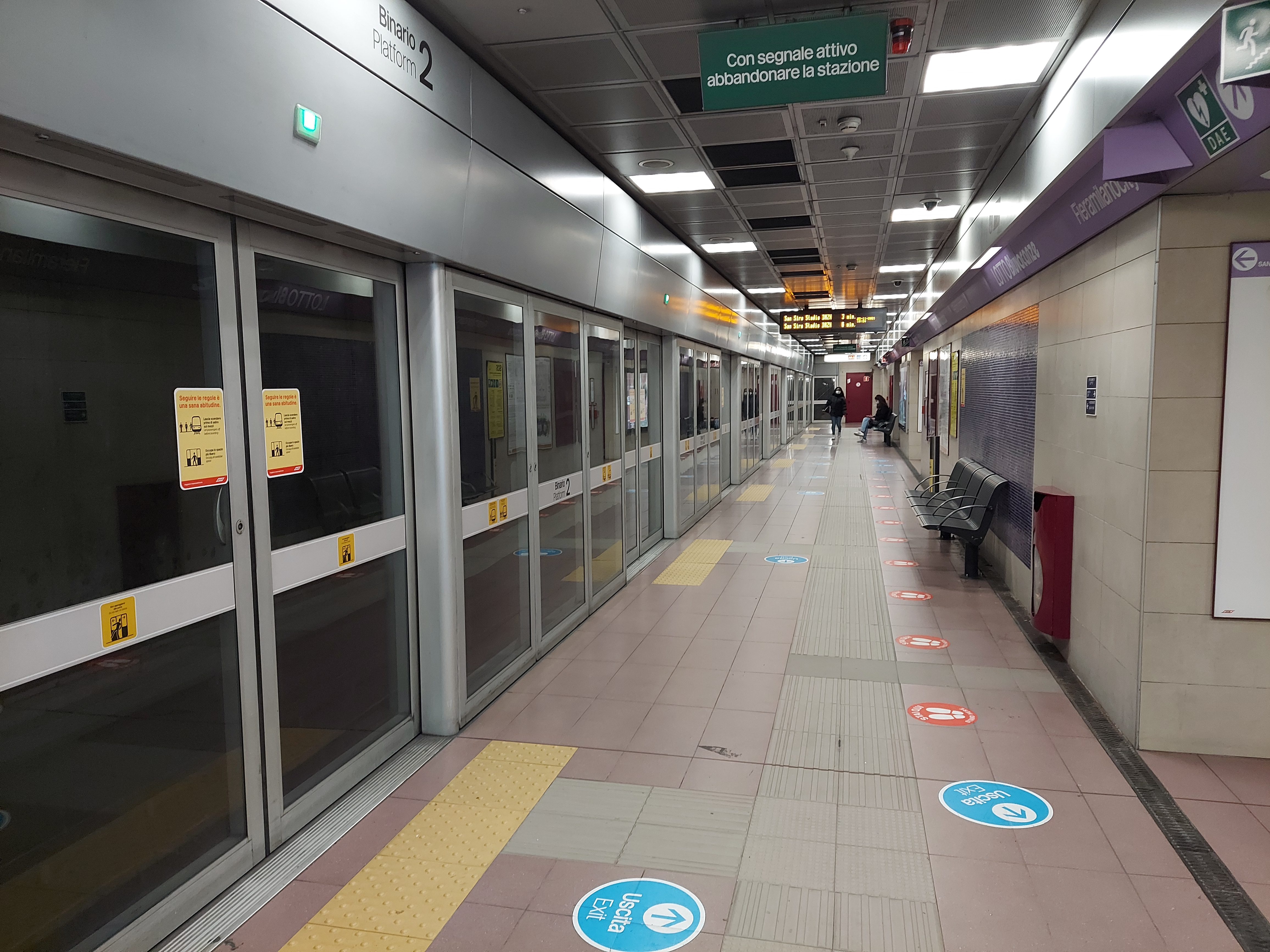
Il piano banchina della stazione M5